# Corrado I di Carinzia
Corrado I di Carinzia (975 circa – 12 o 15 dicembre 1011) fu duca di Carinzia e margravio di Verona dal 1004 alla morte.

## Biografia
Terzogenito di Ottone I di Carinzia (948 circa-4 novembre 1004) e Giuditta di Carinzia, forse nipote di Arnolfo il Cattivo, Corrado nacque attorno al 975. Al tempo della sua nascita suo padre governava la contea di Wormsgau nella Franconia occidentale. I fratelli maggiori di Corrado erano Enrico di Spira († circa 990), noto per essere stato il padre di Corrado II il Salico, e Bruno di Carinzia, divenuto papa col nome di Gregorio V nel 996; il fratello minore era invece Guglielmo, arcivescovo di Strasburgo.
Suo padre Ottone governò sopra diversi gaue e il ducato di Carinzia gli venne conferito nel 978 dopo che Enrico III duca di Baviera era stato deposto a seguito della rivolta dei tre Enrichi condotta contro Ottone II di Sassonia. Nel 985 Ottone dovette rendere il ducato a Enrico, rimasto fedele alla dinastia ottoniana quando questi morì dieci anni dopo la Carinzia tornò nelle sue mani insieme alla marca di Verona.
Quando nel 1002 Ottone II morì improvvisamente lui e il padre (il fratello maggiore era già morto) divennero entrambi candidati papabili all'assemblea dei principi tedeschi per la successione imperiale. Tuttavia entrambi rinunciarono alla candidatura e Corrado, non ancora duca e margravio, appoggiò invece il suocero Ermanno II di Svevia: Corrado infatti sposò nello stesso anno Matilde di Svevia, figlia di Ermanno.
Il matrimonio portò a un certo gelo nei rapporti con Enrico II. Quando suo padre morì, Corrado ereditò sia la Carinzia che la marca veronese essendo l'unico figlio superstite. Morì il 3 novembre del 1011 e fu sepolto nel duomo di Worms. Matilde si risposò altre due volte, con Federico II di Lotaringia ed Esico di Ballenstedt († 1060 circa).

## Famiglia e figli
Ebbe due figli con Matilde di Svevia, figlia di Ermanno II di Svevia e di Gerberga di Borgogna:
- Corrado II di Carinzia (1003 circa-20 luglio 1039);
- Bruno di Würzburg.

Forse ebbe una figlia che sposò Ezzelino I della dinastia degli Azzoni.
La moglie si risposò con Federico II, duca di Lorena. Nuovamente vedova si risposò con Esico di Ballenstedt.

## Ascendenza
|                       |                      |                       | Genitori                |  |  | Nonni |  |  | Bisnonni                 |  |  | Trisnonni |  |
|                       |                      |                       |                         |  |  |       |  |  | Guarniero V di Speyergau |  |  | …         |  |
|                       |                      |                       |                         |  |  |       |  |  | Guarniero V di Speyergau |  |  | …         |  |
|                       |                      | …                     |                         |  |  |       |  |  | Guarniero V di Speyergau |  |  |           |  |
| Corrado il Rosso      |                      |                       |                         |  |  |       |  |  | Guarniero V di Speyergau |  |  |           |  |
|                       |                      | Hicha di Svevia       | …                       |  |  |       |  |  |                          |  |  |           |  |
|                       |                      | Hicha di Svevia       | …                       |  |  |       |  |  |                          |  |  |           |  |
|                       |                      | Hicha di Svevia       | …                       |  |  |       |  |  |                          |  |  |           |  |
| Ottone I di Carinzia  |                      | Hicha di Svevia       |                         |  |  |       |  |  |                          |  |  |           |  |
|                       |                      | Ottone I di Sassonia  | Enrico I di Sassonia    |  |  |       |  |  |                          |  |  |           |  |
|                       |                      | Ottone I di Sassonia  | Enrico I di Sassonia    |  |  |       |  |  |                          |  |  |           |  |
|                       |                      | Ottone I di Sassonia  | Matilde di Ringelheim   |  |  |       |  |  |                          |  |  |           |  |
| Liutgarda             |                      | Ottone I di Sassonia  |                         |  |  |       |  |  |                          |  |  |           |  |
|                       |                      | Eadgyth               | Edoardo il Vecchio      |  |  |       |  |  |                          |  |  |           |  |
|                       |                      | Eadgyth               | Edoardo il Vecchio      |  |  |       |  |  |                          |  |  |           |  |
|                       |                      | Eadgyth               | Elfleda                 |  |  |       |  |  |                          |  |  |           |  |
| Corrado I di Carinzia |                      | Eadgyth               |                         |  |  |       |  |  |                          |  |  |           |  |
|                       | Enrico I di Sassonia | Ottone I di Sassonia  |                         |  |  |       |  |  |                          |  |  |           |  |
|                       | Enrico I di Sassonia | Ottone I di Sassonia  |                         |  |  |       |  |  |                          |  |  |           |  |
|                       | Enrico I di Sassonia | Edvige di Babenberg   |                         |  |  |       |  |  |                          |  |  |           |  |
| Enrico I di Baviera   | Enrico I di Sassonia |                       |                         |  |  |       |  |  |                          |  |  |           |  |
|                       |                      | Matilde di Ringelheim | Teodorico di Ringelheim |  |  |       |  |  |                          |  |  |           |  |
|                       |                      | Matilde di Ringelheim | Teodorico di Ringelheim |  |  |       |  |  |                          |  |  |           |  |
|                       |                      | Matilde di Ringelheim | Rinilde di Frisia       |  |  |       |  |  |                          |  |  |           |  |
| Giuditta di Baviera   |                      | Matilde di Ringelheim |                         |  |  |       |  |  |                          |  |  |           |  |
|                       |                      | Arnolfo di Baviera    | Liutpoldo di Baviera    |  |  |       |  |  |                          |  |  |           |  |
|                       |                      | Arnolfo di Baviera    | Liutpoldo di Baviera    |  |  |       |  |  |                          |  |  |           |  |
|                       |                      | Arnolfo di Baviera    | Cunegonda di Svevia     |  |  |       |  |  |                          |  |  |           |  |
| Giuditta di Baviera   |                      | Arnolfo di Baviera    |                         |  |  |       |  |  |                          |  |  |           |  |
|                       |                      | Giuditta di Sülichgau | Eberardo di Sülichgau   |  |  |       |  |  |                          |  |  |           |  |
|                       |                      | Giuditta di Sülichgau | Eberardo di Sülichgau   |  |  |       |  |  |                          |  |  |           |  |
|                       |                      | Giuditta di Sülichgau | Gisela di Verona        |  |  |       |  |  |                          |  |  |           |  |
|                       |                      | Giuditta di Sülichgau |                         |  |  |       |  |  |                          |  |  |           |  |